# Рафаел Маседо (дзюдоїст)
Рафаел Маседо (порт. Rafael Godoy de Macedo; 15 вересня 1994, Сан-Жозе-дус-Кампус, Бразилія) — бразильський дзюдоїст, бронзовий призер Олімпійських ігор 2024 року.

## Виступи на Олімпіадах
| Олімпіада  | Дисципліна      | Місце |
| ---------- | --------------- | ----- |
| Токіо 2020 | до 90 кг        | 33    |
| Токіо 2020 | змішана команда | 7     |
| Париж 2024 | до 90 кг        | 5     |
| Париж 2024 | змішана команда | 3     |